# Hans-Jürgen Schatz
Hans-Jürgen Schatz (* 10. Oktober 1958 in West-Berlin) ist ein deutscher Schauspieler.

## Erfolge
Schatz studierte nach dem Abitur Germanistik und Theaterwissenschaft. Sein Debüt gab er 1977 an der Akademie der Künste Berlin. 1977/78 spielte er am Hebbel-Theater, 1978/79 am Theater Die Kleine Freiheit in München, 1979 am Berliner Hansa-Theater und an den Berliner Kammerspielen. 1980 und 1981 ging er auf Tournee, 1982/83 war er in Köln am Theater am Dom und 1984 an der Kleinen Komödie in München engagiert.
Zu seinen Rollen gehörten Rattengift in einer Musical-Bearbeitung von Scherz, Satire, Ironie und tiefere Bedeutung (Tournee 1980) und Hänschen Rilow in Frühlings Erwachen (Tournee 1981). Zusammen mit Folker Bohnet schrieb er die Theaterstücke Die Hausdame (1979) und Morgenstund hat Gold im Mund (1983).
Bundesweite Bekanntheit errang er durch seine Rollen als Wilfried Wiegand in dem Spielfilmmehrteiler Heimat sowie als Max Kühn in der ARD-Vorabendserie Der Fahnder, in welcher er acht Jahre mitspielte. Die Serie wurde 1989 mit dem Adolf-Grimme-Preis ausgezeichnet.
Des Weiteren spielte er unter anderem in Salto Postale (1993) und Salto Kommunale (1998) an der Seite von Wolfgang Stumph im ZDF. Ein Serienspecial wurde 2006 unter dem Titel Salto Speziale gesendet.
Für seine Interpretation des berühmten amerikanischen Kinderbuchs „Der Zauberer von Oos“ erhielt er den „Preis der deutschen Schallplattenkritik“, für seine Einspielung der musikalischen Erzählung „Paddington Bärs erstes Konzert“ (mit den Hamburger Symphonikern) den Deutschen Schallplattenpreis „ECHO Klassik“. Beide Titel wurden bei der Deutschen Grammophon veröffentlicht.

## Auszeichnungen
- 1989: Adolf-Grimme-Preis für das Ensemble der Krimi-Serie „Der Fahnder“
- 1994: Preis der deutschen Schallplattenkritik („Der Zauberer von Oos“)
- 1999: Gute Musik für Kinder / Prädikat Empfohlen vom Verband deutscher Musikschulen („Schwein gehabt!“/„Ferdinand“)
- 1999: Deutscher Schallplattenpreis ECHO Klassik („Paddington Bärs erstes Konzert“)
- 2001: Gute Musik für Kinder / Prädikat Empfohlen vom Verband deutscher Musikschulen („Paddington Bärs erstes Konzert“)

## Ehrungen
- 2000: Bürgermedaille des Bezirks Wilmersdorf von Berlin
- 2005: Ehrennadel des Bezirks Neukölln von Berlin
- 2007: Bundesverdienstkreuz am Bande
- 2013: Goldene Iffland-Medaille des Berliner Theaterclubs e. V.
- 2014: Berolina-Orden des Fördervereins zur Wiedererstellung und Pflege der Berolina e. V.

## Theater (Auswahl)
- 1977: Tingel-Tangel (Musical) • Klaus Wirbitzky, Dieter Zimmermann (Musik) • Nummernboy • Hebbel-Theater Berlin, R.: Klaus Wirbitzky
- 1977: Geschichte einer verlassenen Puppe • Bertolt Brecht • Schuster • Berliner Kammerspiele/Theater der Jugend, R.: Ursula Zajonc
- 1977: Maxim Gorki – Ein Leben (Biogr. Dokumentarspiel) • Peter Heinrich • versch. Rollen • Akademie der Künste Berlin, R.: Peter Heinrich
- 1978: Meine dicke Freundin • Charles Laurence • James • Die Kleine Freiheit München, R.: Christian Dorn
- 1979: Peterchens Mondfahrt • Gerdt von Bassewitz • Eismax • Berliner Kammerspiele/Theater der Jugend, R.: Gabriele Kleiner
- 1979: Rosen-Emil • Georg Hermann/Hans Borgelt • Benjamin • Hansa-Theater Berlin, R.: Paul Esser
- 1982: Der Lord und das Kätzchen • Harold Brooke, Kay Bannermann • Theater am Dom Köln, R.: Wolfgang Spier
- 1984: Kalifornisches Roulette • Gene Stone • Michael • Komödie im Bayerischen Hof München, R.: Horst Johanning
- 1985: Die Caine war ihr Schicksal • Herman Wouk • Keith • Renaissance-Theater Berlin, R.: Jürgen Thormann
- 1997: Guten Tag, Herr Liebhaber! • Horst Pillau • Georg Liebhaber • Theater am Kurfürstendamm, R.: Manfred Langner
- 2006: Der Menschenfeind • Molière/Enzensberger • Graf Acaste • Komödie am Kurfürstendamm, R.: Martin Woelffer

## Filmografie (Auswahl)

### Kino
- 1978: Verstecktes Ziel
- 1979: Steiner – Das Eiserne Kreuz, 2. Teil
- 1980: Fabian
- 1979: Kreuzberger Liebesnächte
- 1980: Lulu
- 1981: Die weiße Rose
- 1984: Heimat – Eine deutsche Chronik
- 1986: Of pure blood
- 1989: Beim nächsten Mann wird alles anders
- 1989: Der Rosengarten
- 2001: Roadkill
- 2007: Spuren und Zeichen

### Fernsehen
- 1978: Flamme empor
- 1978: Café Wernicke
- 1978: Der eiserne Gustav
- 1978: Winterkreuzfahrt
- 1979: Ein Kapitel für sich
- 1979: Die erste Liebe der Helene Jahn
- 1979: Die Seiltänzer
- 1979: In zweiter Generation
- 1979: Nachbarn („Nachbarschaftshilfe“)
- 1980: Der Fall Maurizius
- 1980: Die Ursache
- 1980: Goldene Zeiten (Serie)
- 1981: Derrick („Der Untermieter“)
- 1981: Die Laurents
- 1981: Kinder unseres Volkes
- 1981: Ringstraßenpalais („Die Heimkehrer“/„Fliegeralarm“)
- 1981: Verwandte sind auch Menschen
- 1981–1982: Heimat
- 1982: Derrick („Der Mann aus Kiel“)
- 1982: Unternehmen Annie
- 1983–1991: Der Fahnder (90 Folgen)
- 1984: Ein Fall für zwei („Totes Kapital“)
- 1984: August der Starke
- 1984: Bankgeheimnisse
- 1984: Derrick („Die Verführung“)
- 1984: Klaus-Schwarzkopf-Special: Der Lehrer
- 1984: Stadttheater
- 1985: Leiden und leiden lassen
- 1985: Liebling Kreuzberg („Der Retter“)
- 1985: Was zu beweisen war
- 1986: Detektivbüro Roth („Erben leben gefährlich“)
- 1986: Die Schwarzwaldklinik III (5 Folgen)
- 1986: Wer lacht schon über Rosemann?
- 1987: Abendstunde im Spätherbst
- 1987: Dortmunder Roulette
- 1987: In guten Händen
- 1988: Auch das noch... („Blechschaden“)
- 1988: Ein Heim für Tiere
- 1989: Ein Heim für Tiere („Wie Hund und Katz“)
- 1989: SOKO 5113 („Tödliche Zeremonie“)
- 1989: Vera und Babs
- 1989: Vincent Vincent
- 1990: Alles im Griff
- 1990: Die lieben Verwandten
- 1990: Himmelsschlüssel
- 1990: Voll daneben
- 1990–1992: Sicher ist sicher (2 × 3 Folgen)
- 1991: Der Millionär
- 1992: Der Forstarzt
- 1992: Neues vom Immenhof (Pilotfilm)
- 1992: Wolffs Revier („Schwerkraft des Mordes“)
- 1993: Die Gerichtsreporterin
- 1993: Geschichten aus der Heimat („Der Penner“)
- 1993: Heiter bis wolkig („Nachsaison“)
- 1993: Hörigkeit des Herzens
- 1993: Immenhof (Serie)
- 1993: Polizeiboot 404
- 1993–1996: Salto Postale (24 Folgen)
- 1994: Aus heiterem Himmel (Serie)
- 1994: Bitte habt euch wieder lieb
- 1994: Ein Bayer auf Rügen
- 1994: Halali oder Der Schuß ins Brötchen
- 1994: Tag der Abrechnung – Der Amokläufer von Euskirchen
- 1994: Wir sind auch nur ein Volk
- 1995: Begegnungen der anderen Art („Der Überfall“)
- 1995: Für alle Fälle Stefanie
- 1995: Schlafender Tiger
- 1996: Felix – Ein Freund fürs Leben
- 1997: Champagner und Kamillentee
- 1997: Der Clown („Dreckiges Geld“)
- 1997: Evelyn-Hamann-Special („Ein diskretes Haus“)
- 1997: Frauenarzt Dr. Markus Merthin
- 1998: Der Clown („Das Lindenberg Baby“)
- 1998: Für alle Fälle Stefanie („Am Ende der Liebe“)
- 1998: Unser Charly („Überraschungen“)
- 1998–2001: Salto Kommunale (21 Folgen)
- 1999: Götterdämmerung – Morgen stirbt Berlin
- 2001: Wolffs Revier („Jeanette“)
- 2004: Jetzt erst recht („Du sollst nicht töten“)
- 2006: Maja („Tierische Aufregung“)
- 2006: Salto Speziale (3 Folgen)
- 2007: Pfarrer Braun („Heiliger Birnbaum“)
- 2007: Unser Charly („Helfer und Freunde“)